# Happy Holidays from Dream Theater
Happy Holidays from Dream Theater è la seconda raccolta del gruppo musicale statunitense Dream Theater, autoprodotto e pubblicato il 25 dicembre 2013.

## Descrizione
Si tratta di una raccolta digitale regalata dal gruppo a tutti i fan in occasione delle festività natalizie:
Il 23 luglio 2021 il disco è stato ripubblicato in edizione fisica sotto il nome di A Dramatic Tour of Events - Select Board Mixes e con una nuova copertina.

## Tracce
CD 1
1. Under a Glass Moon (Phoenix, AZ 12/4/11) – 7:17 (testo: John Petrucci – musica: Dream Theater)
2. Forsaken (London, UK 7/24/11) – 5:47 (testo: John Petrucci – musica: Dream Theater)
3. Peruvian Skies (London, UK 7/24/11) – 7:01 (testo: John Petrucci – musica: Dream Theater)
4. Endless Sacrifice (Austin, TX 10/26/11) – 11:58 (testo: John Petrucci – musica: John Myung, John Petrucci, Mike Portnoy, Jordan Rudess)
5. Drum Solo (Austin, TX 10/26/11) – 6:46 (musica: Mike Mangini)
6. YtseJam (Austin, TX 10/26/11) – 6:09 (musica: Kevin Moore, John Myung, John Petrucci, Mike Portnoy)
7. The Great Debate (London, UK 7/24/11) – 14:31 (testo: John Petrucci – musica: John Myung, John Petrucci, Mike Portnoy, Jordan Rudess)

CD 2
1. Another Day (Austin, TX 7/7/12) – 4:29 (testo: John Petrucci – musica: Dream Theater)
2. Through My Words/Fatal Tragedy (Montreal, QB 10/7/11) – 8:12 (testo: John Petrucci, John Myung – musica: John Petrucci, Dream Theater)
3. To Live Forever (Huntington, NY 7/19/12) – 6:09 (testo: John Petrucci – musica: Dream Theater)
4. Learning to Live (Tel Aviv, Israel 7/19/11) – 12:27 (testo: John Myung – musica: Dream Theater)
5. The Count of Tuscany (London, UK 7/24/11) – 21:47 (testo: John Petrucci – musica: John Petrucci, Mike Portnoy, Jordan Rudess, John Myung)
6. As I Am (Shibuya, Japan 4/24/12) – 8:12 (testo: John Petrucci – musica: John Myung, John Petrucci, Mike Portnoy, Jordan Rudess)

## Formazione
Gruppo
- James LaBrie – voce
- John Petrucci – chitarra, voce
- John Myung – basso
- Jordan Rudess – tastiera
- Mike Mangini – batteria

Produzione
- John Petrucci – produzione, gestione e selezione archivi
- Rai "Weymolith" Beardsley – concezione
- James LaBrie – gestione e selezione archivi
- Maddi Shieferstein – detentore degli archivi
- Nigel Paul – ingegneria del suono live (tracce 1–3, 7, 11–13)
- Richard Chycki – missaggio, mastering
- Hugh Syme – copertina